# Theodor Formes

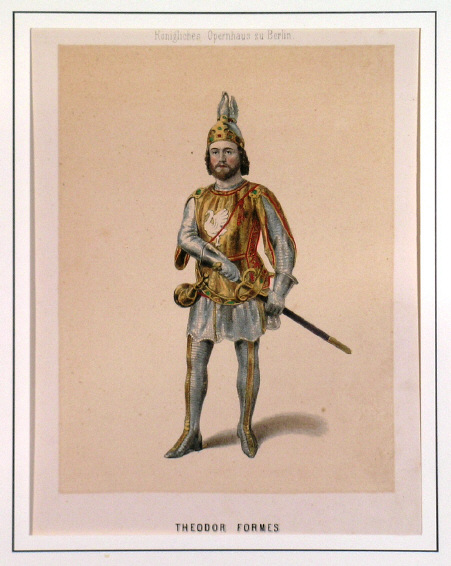
Theodor Formes als Lohengrin an der Berliner Oper (um 1860)

Theodor Formes (* 24. Juni 1826 in Mülheim am Rhein; † 15. Oktober 1874 in Endenich) war ein deutscher Opernsänger (Tenor).

## Leben
Theodor Formes, Bruder des Opernsägerns Karl Formes, erhielt seine Ausbildung in Wien, debütierte 1846 als Edgardo in der „Lucia di Lammermoor“ zu Ofen, nahm sodann ein Engagement am Kärntnertortheater in Wien, 1848 ein solches in Mannheim an und wirkte von 1851 als erster Heldentenor 15 Jahre am Berliner Opernhaus. Ursprünglich ein Bass, wandelte sich seine Stimme zum Tenor.
Später ging er mit seinem Bruder nach Amerika, wo er indessen kein Glück hatte. Nach seiner Rückkehr verlor er die Stimme fast gänzlich. Zwar gelangte er zeitweilig wieder in den Besitz derselben, so dass er nach einem sensationellen Gastspiel an der Krolloper in Berlin wieder als erster Tenor am Opernhaus engagiert wurde; noch im Lauf des ersten Jahrs zeigten sich indessen Symptome von Geistesstörung, die endlich seine Überführung in die Irrenanstalt nach Endenich bei Bonn nötig machten, wo er am 3. oder 15. Oktober 1874 starb.
Seine Frau Auguste geb. Arens war königlich preußische Hofschauspielerin.

## Auszeichnungen
- Schweriner Schlossmedaille in Silber (1857)